# Li Andersson
Li Sigrid Andersson, née le 13 mai 1987 à Turku, est une femme politique finlandaise, membre de l'Alliance de gauche, dont elle est la présidente depuis 2016.

## Biographie
Les parents de Li Andersson sont l'artiste Jan-Erik Andersson et la journaliste Siv Skogman.
Li Andersson a obtenu une licence en science politique à l'Académie d'Åbo en 2010.

## Carrière politique
Aux élections législatives de 2011, elle est candidate sur la liste de Alliance de gauche, et obtenant 2170 voix, elle reste en réserve.
De 2011 à 2015, Li Andersson est présidente de l'organisation de la jeunesse de l'Alliance de gauche. Lors des élections législatives de 2015, elle est élue au Parlement finlandais dans la circonscription de Finlande-Propre.
Aux élections européennes de 2014, Li Andersson obtient 47 000 voix et reste en réserve.
En février 2016, Li Andersson annonce sa candidature au poste de chef de l'Alliance de gauche. Le 6 juin 2016, elle reçoit la majorité des voix et sa nomination officielle a lieu le 11 juin lors de l'assemblée de l'Alliance de gauche à Oulu.
Le 14 avril 2019, elle est réélue députée. Le parti qu'elle dirige rejoint la coalition formée par le Parti social-démocrate, le Parti du centre, la Ligue verte et le Parti populaire suédois et elle est nommée ministre de l'Éducation dans le gouvernement du Premier ministre Antti Rinne le 6 juin 2019.

## Résultats électoraux
| Élections municipales | Élections municipales | Élections municipales | Élections municipales | Élections municipales |
| Année                 | Ville                 | Voix                  | Résultat              |                       |
| --------------------- | --------------------- | --------------------- | --------------------- | --------------------- |
| 2008                  | Turku                 | 175                   | réserve               | [ 5 ]                 |
| 2012                  | Turku                 | 2 422                 | élue                  | [ 6 ]                 |
| 2017                  | Turku                 | 6 374                 | élue                  | [ 7 ]                 |

| Élections législatives | Élections législatives | Élections législatives | Élections législatives | Élections législatives |
| Année                  | Circonscription        | Voix                   | Résultat               |                        |
| ---------------------- | ---------------------- | ---------------------- | ---------------------- | ---------------------- |
| 2011                   | Finlande-Propre        | 2 170                  | réserve                | [ 2 ]                  |
| 2015                   | Finlande-Propre        | 15 071                 | élue                   | [ 3 ]                  |
| 2019                   | Finlande-Propre        | 24 542                 | réserve                | [ 8 ]                  |

| Élections européennes | Élections européennes | Élections européennes | Élections européennes |
| Année                 | Voix                  | Résultat              |                       |
| --------------------- | --------------------- | --------------------- | --------------------- |
| 2014                  | 47 599                | réserve               | [ 4 ]                 |